# Tchonhar
Tchonhar (en ukrainien : Чонгар, parfois appelé suivant la translittération russe Tchongar,) est un village situé dans le raïon de Henitchesk, dans l'oblast de Kherson en Ukraine.

## Géographie

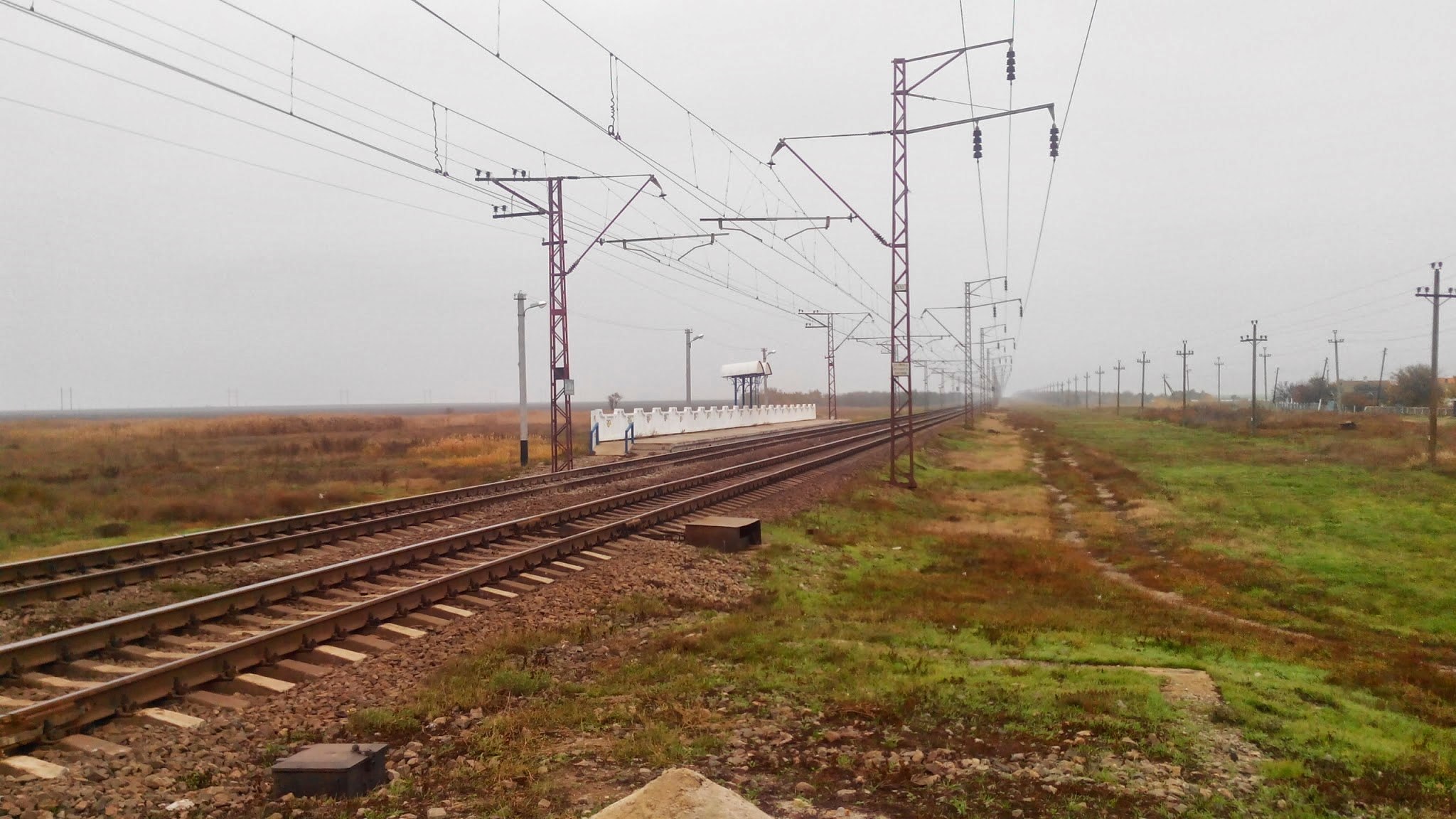
Halte ferroviaire de la ligne Melitopol-Djankoï.

Tchonhar fait partie de la péninsule de Tchonhar dans la région de Syvach. Le village est le siège de la communauté rurale (silrada) de Tchonhar.

## Histoire
Le village, poste-frontière entre l'Ukraine continentale et la Crimée suivant son annexion par la Russie en 2014, est capturé par l'armée russe au premier jour de l'invasion contre l'Ukraine, le 24 février 2022, lors de l'offensive initiale dans le sud de l'Ukraine. Le détroit de Tchonhar est un passage stratégique qui est franchi par deux ponts. En juin 2023, le passage est interrompu par une frappe de missile SCALP-EG sur le pont routier,.

## Population
La population du village atteint 1 431 habitants lors du recensement de 2001.